# Musikjahr 1559
Liste der Musikjahre

◄◄ | ◄ | 1555 | 1556 | 1557 | 1558 | Musikjahr 1559 | 1560 | 1561 | 1562 | 1563 | ► | ►►

Weitere Ereignisse
Dieser Artikel behandelt das Musikjahr 1559.

## Ereignisse

### Heiliges Römisches Reich

#### Hofkapelle von Kaiser Ferdinand I.
- Christian Hollander, der sich Ende 1557 der Hofkapelle von Kaiser Ferdinand I. in Innsbruck angeschlossen zu haben scheint, ist dort ab 1559 sicher als Mitglied der Hofkapelle dokumentiert und ist hier bis zum Tod von Kaiser Ferdinand 1564 geblieben.

#### Bayerischer Reichskreis

##### Herzogtum Bayern
- Ludwig Daser ist seit 1552 Kapellmeister der Münchner Hofkantorei.
- Franciscus Florius hat seit Herbst 1556 in München an der Hofkapelle von Herzog Albrecht V. eine Anstellung als Hofbassist. Neben seiner Tätigkeit als Sänger ist Florius, zusammen mit dem Hofkopisten Johannes Pollet, auch als Notenkopist eingesetzt.
- Johannes de Fossa, der wahrscheinlich in den 1540er bis 1550er Jahren in Lüttich seine Ausbildung hatte, wird im letzten Vierteljahr 1559 zum Vizekapellmeister der Münchner Hofkapelle ernannt. In den vorhandenen Dokumenten wird Fossa allerdings weiterhin nur als Tenorist bezeichnet.
- Orlando di Lasso hat seit September 1556 eine Anstellung als Tenorsänger am Hof Herzogs Albrecht V. in München. Dort bezieht er ein außerordentlich hohes Salär, was darauf hindeutet, dass er von Anfang an zeitweise neben Ludwig Daser auch als Kapellmeister tätig ist. 1559 erscheinen seine ersten französischen Chansons bei Adrian Le Roy in Paris.
- Ivo de Vento, der im Zuge der Anwerbung junger Sänger aus den Spanischen Niederlanden, vielleicht durch Orlando di Lasso, im September 1556 oder etwas später an den herzoglich-bayerischen Hof von Albrecht V. nach München gekommen ist, wirkt hier zunächst bis September 1559 als Sängerknabe unter dem Hofkapellmeister Ludwig Daser. Nach Eintritt des Stimmbruchs wird er wegen seiner Begabung nicht entlassen, sondern bekommt ein Stipendium für ein Studium in Italien.

#### Burgundischer Reichskreis

##### Markgrafschaft Antwerpen
- Antoine Barbé hat – nach den Akten der Kathedrale von Antwerpen – von 1527 bis 1562 die Stelle des Kapellmeisters inne.
- Séverin Cornet lebt von 1555 bis 1564 in Antwerpen, wo er als Sänger tätig ist. In dieser Zeit heiratet er Jeanne Barbé, die Tochter des Komponisten Antoine Barbé.
- Tielman Susato, der 1543 in Antwerpen ein dreijähriges Druckerprivileg erhalten hat, bringt in den Jahren zwischen 1543 und 1561 drei Bände mit Messkompositionen heraus, 19 Motetten- und 22 Chansonbücher, darüber hinaus eine Serie mit elf Bänden Musyck Boexken. Seine Publikationen sind in der Mehrheit Sammelbände mit Werken mehrerer Komponisten. Seit 1531 ist Susato außerdem Mitglied der Antwerpener Stadtmusikanten; er spielt die Instrumente Flöte, Blockflöte, Krummhorn, Feldtrompete und Posaune und hat vielleicht auch die abendlichen Andachten der Bruderschaft begleitet.
- Gérard de Turnhout, der seit dem Jahr 1545 Chorsänger und seit dem 13. April 1558 vicarius chori (Chorleiter) an der Liebfrauenkirche in Antwerpen war, wird am 3. April 1559 Kapellmeister an der Kathedrale Saint-Gommaire in Lierre.

##### Grafschaft Flandern
- Cornelius Canis, der zuletzt in Gent gelebt hat, ist seit 16. Juni 1557 in Kortrijk Kaplan an St. Martin und gleichzeitig Kanoniker an der Kirche Notre-Dame am gleichen Ort.
- Pierre de Manchicourt, der seit 1554 Gesangslehrer an der Kathedrale von Tournai war, ist seit 1556 in Arras als „Chorherr“ tätig. Als Nicolas Payen als Hofkapellmeister von König Philipp II. von Spanien am 24. April 1559 stirbt, wird Manchicourt als sein Nachfolger berufen.

##### Grafschaft Holland
- Cornelis Boskoop ist seit dem 1. Mai 1554 und bis März 1573 Organist an der Oude Kerk in Delft.

##### Tournai
- Nicolas Gombert ist Kanoniker in Tournai, wo er seit 1534 eine kirchliche Sinekure innehat. Sein Name erscheint nicht in der Liste der Geistlichen, die in Tournai Messen gelesen haben, und er übt wohl keine priesterlichen Funktionen mehr aus.

#### Fränkischer Reichskreis

##### Reichsstadt Nürnberg
- Georg Forster lebt seit 1548 in Nürnberg, wo er zum Leibarzt von Abt Friedrich zu Hailsbronn ernannt wurde. In Nürnberg bleibt er 20 Jahre bis zu seinem Tod.

#### Kurrheinischer Reichskreis

##### Kurpfalz
- Jobst von Brandt ist seit 1548 Hauptmann in Waldsassen (Oberpfalz) und Verwalter des dortigen Klosters sowie Pfleger von Liebenstein bei Tirschenreuth.
- Sebastian Ochsenkun ist seit 1544 Lautenmeister am kurpfälzischen Hof in Heidelberg.

#### Niederrheinisch-Westfälischer Reichskreis

##### Hochstift Lüttich
- Ludovicus Episcopius wirkt seit 19. Oktober 1545 als zangmeester an der Kollegiatkirche St. Servatius in Maastricht. Er bekommt mehrere Benefizien und wird Mitglied der Bruderschaft der Kapläne als einer der scriptores chori. Diese Stellung behält er bis ins Jahr 1566.
- Jean De Latre ist seit November 1544 in der Nachfolge von Adam Lauri succentor an der Kirche St. Martin in Lüttich. Er leitet die Kapelle der Kirche fast 20 Jahre lang mit Geschick und Erfolg.

##### Vereinigte Herzogtümer Jülich-Kleve-Berg
- Martin Peudargent ist Hofkomponist in den Diensten von Wilhelm V. von Jülich-Kleve-Berg.

#### Niedersächsischer Reichskreis

##### Fürstentum Braunschweig-Wolfenbüttel
- Johann Zanger der Ältere, der seit 1548 in Braunschweig als Rektor am Katharineum tätig war, ist seit 1553 Pfarrer an der Petrikirche.

##### Hamburg
- Jacob Praetorius der Ältere, der wahrscheinlich in seiner Heimatstadt Magdeburg Unterricht von Martin Agricola erhielt, ist von 1555 bis zu seinem Tod als Organist und Kirchenkomponist an zwei Kirchen in Hamburg nachweisbar.

#### Oberrheinischer Reichskreis

##### Hochstift Straßburg
- Wolff Heckel lebt als Lautenist und Komponist in Straßburg.

#### Obersächsischer Reichskreis

##### Kurfürstentum Sachsen
- Gallus Dreßler, der 1557 die Universität Jena besucht hatte, wo Victorin und Johann Strigel ihn für die konfessionelle Überzeugung der Philippisten gewinnen konnten, ist seit 1558 als Nachfolger von Martin Agricola Kantor an der Lateinschule in Magdeburg.
- Wolfgang Figulus, der von 1549 bis 1551 als Thomaskantor der Thomasschule in Leipzig gewirkt hat, ist von 1551 bis zu seiner Pensionierung 1588 Kantor und Lehrer an der Fürstenschule in Meißen. Er unterrichtet die Fächer Musik, Latein und Religion und sorgt für die musikalische Gestaltung der Gottesdienste in der Afrakirche. 1559 veröffentlicht er in Nürnberg seine Musiksammlung Tricinia sacra ad voces pueriles.
- David Köler, der 1556/57 Kantor in St. Joachimsthal (heute Jáchymov) war, ist von 1557 bis 1563 Kantor in Altenburg.
- Mattheus Le Maistre, der wahrscheinlich vor 1554 am bayerischen Hof in München gewirkt hat, ist seit 1554 sächsischer Hofkapellmeister als Nachfolger von Johann Walter; ab dieser Zeit sind seine Kompositionen fast ausschließlich gedruckt überliefert. Die Hofkapelle umfasst seinerzeit 40 Musiker. Hier übernimmt er auch die Traditionen von Johann Walter und Georg Rhau, vertont Teile von Luthers Kleinem Katechismus und komponiert Choralmotetten zu Luther-Liedern. 1559 veröffentlicht er in Nürnberg das Werk Catechesis numeris musicis inclusa zu drei Stimmen.
- Antonio Scandello, der 1549 mit fünf weiteren „welschen Musikern“ von Kurfürst Moritz von Sachsen bei einer Italienreise eingestellt wurde, ist Mitglied der Dresdner Hofkapelle.
- Nikolaus Selnecker, der von Melanchthon 1557 als dritter Hofprediger nach Dresden empfohlen und daraufhin von Kurfürst August dorthin berufen wurde, übernimmt am 4. April 1559 zusätzlich die Leitung der Hofkapelle in Dresden.
- Johann Walter, der seit 1548 Kapellmeister der Hofkantorei von Kurfürst Moritz war, lebt nach seiner Pensionierung 1554 in Torgau. Walters letzte Lebensjahre sind geprägt von Kompositionen und Dichtungen, die er seinen ehemaligen Landesherren widmet.

#### Österreichischer Reichskreis

##### Erzherzogtum Österreich
- Jakob Buus ist seit Spätherbst 1550 Mitglied der kaiserlichen Hofkapelle und Organist in Wien. Als Kapellmeister wirkt hier um diese Zeit Pieter Maessins, als weiterer Organist Christoph Kräll.
- Johannes de Cleve ist, worauf Belege hindeuten, ab dem Jahr 1553 Sänger (Tenorist) in der Hofkapelle des österreichischen Regenten Erzherzog Ferdinand (1503–1564) in Wien. Mit Ferdinands Auftrag rekrutiert de Cleve 1559/1560 in den Niederlanden acht neue Sänger für die Wiener Hofkapelle; dem Kaiser widmet er auch die beiden Bücher mit vier- bis sechsstimmigen Cantiones sacrae, die 1559 in Augsburg veröffentlicht werden.
- Jakob Regnart ist seit dem Jahr 1557 Mitglied der Sängerkapelle am Habsburgischen Hof des Erzherzogs und späteren Kaisers Maximilians II. In diesem Dienst der Habsburger steht er für sein ganzes Leben.
- Jacobus Vaet ist seit dem 1. Januar 1554 Kapellmeister in der Hofkapelle von Erzherzog Maximilian II. in Wien.

#### Schwäbischer Reichskreis

##### Freiburg im Breisgau
- Glarean ist seit 1529 Professor der Poetik in Freiburg im Breisgau. Dort lehrt er bis zu seiner Emeritierung 1560 Poetik, Geschichte und Geografie.

#### Nicht eingekreiste zum Heiligen Römischen Reich zugehörige Territorien und Stände

##### Alte Eidgenossenschaft
- Homer Herpol ist seit 1550 in Freiburg (Schweiz) als Kantor an der Kirche St. Nikolaus angestellt. Neben seiner Kantorentätigkeit wirkt Herpol auch am Dekanatsgericht, später auch am neu geschaffenen Chorgericht.

##### Königreich Böhmen
- Nikolaus Herman, der Kantor und Lehrer an der Lateinschule in St. Joachimsthal war, lebt hier seit dem 24. Juni 1557 im Ruhestand.

##### Herzogtum Mailand
- Hoste da Reggio ist als Nachfolger von Simon Boyleau maestro di cappella an der Kathedrale von Mailand.
- Matthias Hermann Werrecore wirkt von August bis Dezember 1559 beim Domchor in Mailand als Tenorsänger mit, fühlt sich dieser Aufgabe dann aber nicht mehr gewachsen.

##### Herzogtum Modena und Reggio
- Cipriano de Rore, der seit 1546 am Hof von Herzog Ercole II. d’Este (1508–1559) in Ferrara als Kapellmeister gewirkt hat und von März bis Dezember 1558 wegen des Todes seines Bruders Celestinus nach Flandern gereist war, muss im Juli 1559 nochmals nach Flandern reisen, weil infolge des Unabhängigkeitskriegs die Stadt Ronse am 19. Juli 1559 niedergebrannt wird und seine Eltern ihr Hab und Gut verlieren. Zwischenzeitlich ist am 3. Oktober 1559 sein Dienstherr Herzog Ercole verstorben, und Cipriano de Rore bemüht sich nach seiner Rückkehr um die Verlängerung seiner Kapellmeisterstelle beim Nachfolger Alfonso II. d’Este. Die Stelle bekommt jedoch Francesco dalla Viola, der dem Herzog bei der Veröffentlichung von Willaerts Musica Nova behilflich gewesen ist.
- Giaches de Wert, der ab Mitte der 1550er Jahre offenbar vorübergehend in Ferrara gewirkt hat, lebt seit 1557 – überredet von Cipriano de Rore – wieder in Novellara bei Graf Alfonso I. Gonzaga.

##### Herzogtum Mantua
- Jachet de Mantua, der spätestens seit 1535 Magister der Kapellknaben und Kapellmeister an der Kathedrale St. Peter und Paul in Mantua war und im Jahr 1558 in den Ruhestand entlassen wurde, stirbt am 2. Oktober 1559 in Mantua. Kardinal Ercole gewährt seiner Familie eine Pension.

##### Herzogtum Toskana
- Paolo Aretino, der bis 1547 als Kantor am Dom von Arezzo gewirkt hat, ist danach bis zu seinem Tode im Jahr 1584 an Santa Maria della Pieve, ebenfalls in Arezzo, tätig.
- Francesco Corteccia steht seit dem Jahr 1539 im Dienst der Familie de’ Medici und bekleidet die Stelle des Kapellmeisters am Hofe des Herzogs Cosimo I. Zu seinen zahlreichen Schülern gehören Cristofano Malvezzi und Luca Bati (1546–1608).
- Nicolao Dorati wirkt seit 1543 in der Stadtkapelle von Lucca, zunächst als Posaunist und seit 1557 für über zwanzig Jahre als Kapellmeister.
- Giovanni Piero Manenti ist seit März 1557 Organist an S. Giovanni in Florenz.

### Königreich Dänemark und Norwegen
- Adrianus Petit Coclico, der zuvor für ein Jahr am Hof von Herzog Johann Albrecht I. von Mecklenburg gewirkt hat, ist seit Juli 1556 als Sänger und Musiker an der Hofkapelle von König Christian III. von Dänemark angestellt, für den er mehrere Motetten komponiert.

### Königreich England und Irland

#### Chapel Royal von Elisabeth I.
- Thomas Tallis, der 1543 zum „Gentleman of the Chapel Royal“ in London ernannt wurde, bekleidet dieses Amt in den folgenden vierzig Jahren.

#### Diözese Ely
- Christopher Tye, der an der Universität Cambridge studierte und dort und in Oxford im Fach Musik promovierte, ist seit ca. 1543 Master of the Choristers an der Kathedrale von Ely und hat diese Stellung bis 1561 inne.

### Königreich Frankreich

#### Chapelle Royale von Heinrich II. / Franz II.
- Pierre Sandrin ist von 1549 bis 1560 Kanonikus der Chapelle Royale.

#### Lyon
- Loys Bourgeois lebt seit 1552 als maître musicien in Lyon.
- Paschal de l’Estocart hält sich zwischen 1559 und 1565 in Lyon auf.
- François Roussel, der von 1548 bis 1550 als Kapellmeister der Cappella Giulia am Petersdom in Rom tätig war, wirkt in den 1550er Jahren möglicherweise in Lyon.

#### Metz
- Claude Goudimel, der wahrscheinlich seit 1549 und bis 1557 an der Universität Paris studiert hatte und seit 1553 Teilhaber des Verlagshauses von Nicolas Du Chemin (1520–1576) ist, lebt ab 1557 bis etwa 1567 in Metz. In seiner fruchtbarsten Periode zwischen 1551 und 1558 schreibt er die meisten seiner Psalmen, Chansons, Motetten und Messen. 1558 veröffentlicht er in Paris bei Le Roy & Ballard vier Messen zu vier Stimmen.

#### Paris
- Jakob Arcadelt ist ab 1554 als Sänger am Hof des späteren französischen Königs Karl IX. in Paris belegt, wo er bis zu seinem Tod bleibt. Zur gleichen Zeit steht er im Dienst des humanistisch orientierten Kardinals von Lothringen, Charles de Guise (1524–1574), der ebenfalls in Paris residiert. 1559 veröffentlicht er in Paris sechs Psalmvertonungen, die verschollen sind.
- Pierre Certon wirkt seit 1529 in Paris an Notre-Dame und ist hier seit 1542 Leiter des Knabenchores.
- Adrian Le Roy lebt in Paris und ist musikalischer Leiter des von ihm mit seinem Vetter Robert Ballard 1551 gegründeten Musikverlags Le Roy & Ballard.

### Italienische Staaten

#### Kirchenstaat
- Giovanni Animuccia ist seit 1555 als Nachfolger von Giovanni Pierluigi da Palestrina Kapellmeister der Cappella Giulia an St. Peter im Vatikan.

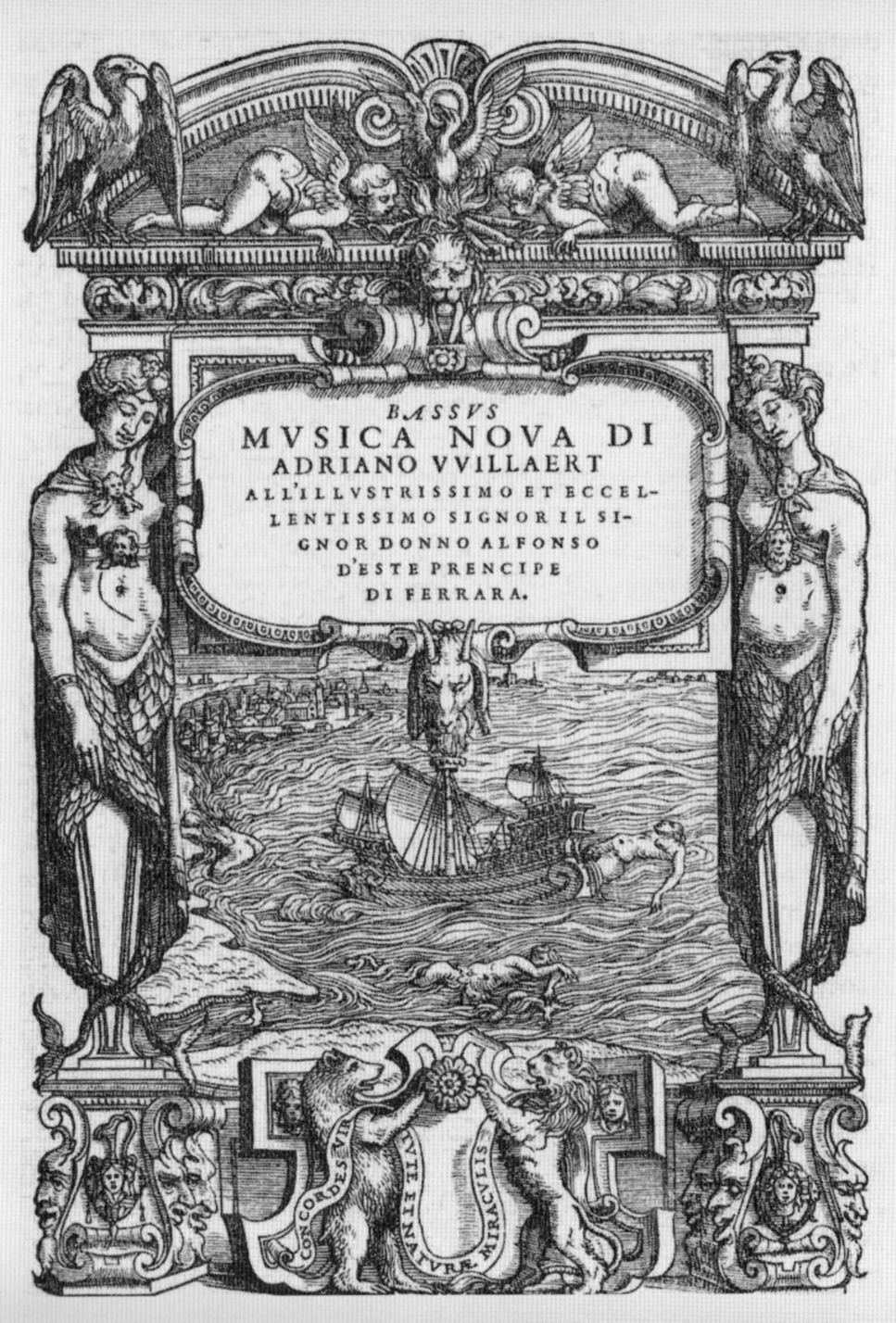
Titelseite der Musica nova von Adriaen Willaert

- Filippo Azzaiolo ist in seiner Geburtsstadt Bologna ab etwa 1557 als Sänger aktiv und verbringt dort sein gesamtes Leben. Zu seiner Zeit war in Norditalien die Villotta, ein durchkomponiertes vierzeiliges volkstümliches Lied von tänzerischem Charakter, dessen Ursprung wohl in Venedig lag, sehr beliebt. Azzaiolo komponiert neben einigem anderen drei Bände dieser Werke, die darin als Villote alla Padona bezeichnet sind. 1559 veröffentlicht er in Venedig sein Il secondo libro di Villotte del fiore alla padoana con alcune napolitane e madrigali a quatro voci, das u. a. Stücke von Jakob Arcadelt, A. Ganassi und G. T. Lambertini enthält.
- Giulio Caccini ist wahrscheinlich Mitglied im Knabenchor der Cappella Giulia.
- Ghiselin Danckerts ist seit 1538 Sänger der päpstlichen Kapelle in Rom. Er wird dieses Amt bis 1565 ausüben.
- Ghinolfo Dattari erhält ab Februar 1555 in Bologna eine Anstellung als Sänger in der Kapelle von San Petronio, der er 62 Jahre lang, bis zu seinem Tode angehörte.
- Domenico Ferrabosco, der seit 1551 Sänger der päpstlichen Kapelle in Rom war, ist seit 1555 Kapellmeister in seiner Heimatstadt Bologna.
- Jacobus de Kerle wirkt seit 1555 wieder als Magister capellae an der Kathedrale von Orvieto. In dieser Position war er hier bereits von 1548 bis 1550 tätig gewesen.
- Giovanni Pierluigi da Palestrina ist seit dem 1. Oktober 1555 als Nachfolger von Orlando di Lasso Kapellmeister der Cappella Pia an San Giovanni in Laterano, dem römischen Bischofssitz des Papstes. Die Position ist finanziell und personell deutlich schlechter ausgestattet als seine vorangegangenen Positionen. Dennoch festigt der Komponist sein Ansehen durch das Erscheinen von Madrigalen in dichter Folge in renommierten Sammeldrucken.Titelseite der Musica nova von Adriaen Willaert

#### Königreich Neapel
- Diego Ortiz wirkt seit 1553 am vizeköniglichen Hof in Neapel. Fernando Álvarez de Toledo, 3. Herzog von Alba ernennt ihn zu seinem Kapellmeister (Maestro de Capilla).

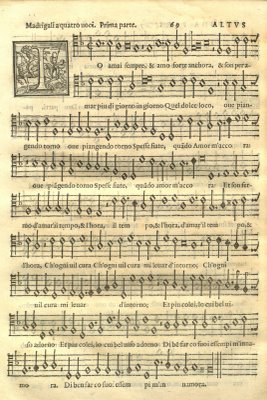
Notensatz aus Adrian Willaerts Musica nova

#### Republik Venedig
- Baldissera Donato ist seit 1550 als Sänger – zunächst an San Marco in Venedig – aktiv und wirkt auch in der Ausbildung der Sänger.
- Antonio Gardano, der seit 1532 in Venedig lebt und hier einen Musikverlag und eine Druckerei gegründet hat, gibt zwischen 1538 und 1569 rund 450 Publikationen, vor allem Madrigale und geistliche Musik heraus. Von den noch 388 erhaltenen Drucken sind nur zwei nicht musikalischen Inhalts.
- Gioseffo Guami soll sich zwischen 1550 und 1560 in Venedig aufgehalten haben und dort Schüler von Adrian Willaert und Annibale Padovano gewesen sein.
- Francesco Londariti, der 1556 seine Stellung in Venedig verlassen hat, arbeitet an der Kathedrale in Padua.
- Florentio Maschera, der seine erste Anstellung als Organist im Kloster „Santo Spirito in Isola“ vor Venedig erhielt, ist seit 22. August 1557 Organist an der Kathedrale von Brescia.
- Claudio Merulo, der seit 1556 als Organist in Brescia gearbeitet und sich 1557 um den Posten eines zweiten Organisten am Markusdom in Venedig beworben hatte, erhält diese Position und übt sie bis 1566 aus.
- Annibale Padovano ist von 1552 bis 1565 erster Organist am Markusdom in Venedig. Padovano ist an der Einführung des wechselseitigen Musizierens der zwei auf gegenüberliegenden Emporen postierten Orgeln und Chöre beteiligt, woraus sich mit Adrian Willaert die Venezianische Mehrchörigkeit entwickelt.
- Costanzo Porta lebt seit 1549 in Venedig und ist dort Schüler des Komponisten Adrian Willaert.
- Vincenzo Ruffo, der nach der Priesterweihe zunächst nur geistliche Ämter in Verona und Mailand versah, wirkt seit 1551 – nach der Rückkehr in seine Heimatstadt Verona – als Maestro di musica an der Accademia Filarmonica, ab 1554 auch als Domkapellmeister.
- Adrian Willaert ist seit dem 12. Dezember 1527 Domkapellmeister zu San Marco in Venedig. Der Komponist behält dieses Amt 35 Jahre lang bis zu seinem Tod; erst durch sein Wirken bekommt diese Stelle ihre in ganz Europa herausragende Bedeutung. 1559 veröffentlicht er seine Sammlung Musica Nova. Sie enthält 27 Motetten, von denen 4 Kompositionen vierstimmig sind, 6 fünfstimmig, 12 sechsstimmig und 5 siebenstimmig. Ihre Texte gehen auf Sequenzen und Bibelzitate zurück.

### Königreich Polen und Großfürstentum Litauen

#### Hofkapelle von Sigismund II. August
- Valentin Bakfark ist von 1549 bis 1566 Lautenist am Hof des polnischen Königs und Großfürsten von Litauen Sigismund II. August in Vilnius.
- Mikołaj Gomółka lebt am Hof von König Sigismund II. August von Polen. Seit 1548 war er Schüler eines königlichen Fistulators (hervorragende Instrumentalisten des Königs) namens Jan Klaus, bei dem er zehn Jahre verbrachte. Danach ist Gomółka ebenfalls als Fistulator Mitglied in der Kapelle.
- Wacław z Szamotuł ist seit dem 6. Mai 1547 Mitglied der königlichen Kapelle von König Sigismund II. August von Polen in Vilnius.

#### Krakau
- Krzysztof Borek, der zunächst Chorknabe und später Mitglied der Krakauer Hofkapelle war, ist von 1556 bis 1572 deren Kapellmeister.

##### Vilnius
- Cyprian Bazylik steht seit 1556 in den Diensten des Fürsten Mikołaj Radziwiłł der Schwarze in Vilnius.

### Königreich Spanien

#### Hofkapelle von Philipp II.
- Antonio de Cabezón ist Hoforganist Philipps II.
- Nicolas Payen, der seit 1540 in der Hofkapelle von Kaiser Karl V. als clerc d’oratoire und chapelain des hautes messes gewirkt hat, steht nach der Abdankung Karls V. im Oktober 1555 als Hofkapellmeister in den Diensten von dessen Sohn und Nachfolger Philipp II. 1558 wird er außerdem noch zum Kanoniker an der Kollegiatkirche in Tournai ernannt. Der Komponist stirbt Ende Februar 1559 in Brüssel und wird am 6. März auf dem Friedhof der dortigen Kirche St. Gudula beigesetzt.

#### La Seu d’Urgell
- Joan Brudieu ist seit 1548 Kapellmeister auf Lebenszeit der Kathedrale von La Seu d’Urgell. Diese Position behält er – mit Unterbrechungen – bis kurz vor seinem Tod 1591.

#### Sevilla
- Francisco Guerrero ist seit 1551 Assistent von Kapellmeister Fernández de Castileja und Chorregent an der Kathedrale von Sevilla.
- Alonso Mudarra ist seit dem 18. Oktober 1546 Kanoniker an der Kathedrale von Sevilla. In dieser Stadt hat er einen bedeutenden Einfluss auf das Musikleben und bleibt dort noch 34 Jahre bis an sein Lebensende. Zu seinen Aufgaben an der Kathedrale gehört die Leitung aller musikalischen Aktivitäten. Hierzu gehören die Beauftragung von Instrumentalisten, der Kauf und die Leitung des Aufbaus einer neuen Orgel und die enge Zusammenarbeit mit Komponisten für die vielfältigen festlichen Anlässe.

## Vokalmusik

### Geistlich
- Jacobus Clemens non Papa
  - Cantiones sacrae zu vier Stimmen, sechs Bücher, Löwen: Pierre Phalèse, posthum veröffentlicht
  - Missa Pastores quidnam vidistis zu fünf Stimmen (achtes Buch der Messen), Löwen: Pierre Phalèse, posthum veröffentlicht
  - Missa A la fontaine du prez zu sechs Stimmen (neuntes Buch der Messen), Löwen: Pierre Phalèse, posthum veröffentlicht
- Johannes de Cleve
  - Cantiones sacrae zu vier bis sechs Stimmen, 2 Bücher, Augsburg
  - erstes Buch mit Motetten zu vier, fünf und sechs Stimmen, Augsburg: Philipp Ulhart
  - zweites Buch mit Motetten zu vier, fünf und sechs Stimmen, Augsburg: Philipp Ulhart
- Thomas Crécquillon – siebtes Buch mit Motetten zu vier Stimmen, Löwen: Pierre Phalèse (posthum veröffentlicht)
- Wolfgang Figulus – Tricinia sacra ad voces pueriles, Nürnberg
- Christian Hollander – Motette Dominus Deus vester zu vier Stimmen, in: Tertia pars magni operis musici, Nürnberg
- Philibert Jambe de Fer – Psalmodie de quarante et un pseaumes royaux, Lyon: Michel Du Bois
- Clément Janequin – Octante deux pseaumes de David traduits en rithme françoise par Cl. Marot et autres avec plusieurs cantiques, Paris: Le Roy & Ballard (posthum veröffentlicht)
- Mattheus Le Maistre – Catechesis numeris musicis inclusa zu drei Stimmen, Nürnberg: Johann Berg & Ulrich Neuber
- Jean Mouton – Missa Quem dicunt homines zu vier Stimmen, Parodiemesse über die gleichnamige Motette von Jean Richafort
- Costanzo Porta – Motectorum quatuor vocum, Liber 1, Venedig: Antonio Gardano: Noten und Audiodateien im International Music Score Library Project
- Cipriano de Rore – 26 Motets zu vier Stimmen (D-Mbs Mus.ms B): Noten und Audiodateien im International Music Score Library Project
- Matthias Hermann Werrecore – Cantuum quinque vocum quos motetta vocant […] liber primus, Mailand (Widmung datiert 1555)

### Geistlich und weltlich
- Adrian Willaert – Musica nova: Noten und Audiodateien im International Music Score Library Project
  - Motetten:
    - Domine, quid multiplicati sunt / Ego dormivi: Noten und Audiodateien im International Music Score Library Project
    - Dilexi, quoniam exaudiet / O Domine libera
    - Confitebor tibi Domine / In quacumque die / Si ambulavero
    - Recordare Domine / Patres nostris peccaverunt
    - O admirabile commercium / Quando natus es / Rubum que viderat / Germinavit radix Jesse / Ecce Maria genuit / Mirabile mysterium / Magnum baereditatis mysterium
    - Miserere nostri Deum omnium / Alleva manum tuam: Noten und Audiodateien im International Music Score Library Project
    - Sub tuum praesidium confugimus
    - Beati pauperes spiritu / Beati qui persecutionem
    - Sustinuimus pacem / Peccavimus cum patribus nostris
    - Omnia quae fecisti / Cognoscimus Domine
    - Veni sancte Spiritus / O lux beatissima
    - Avertatur obsecro / Inclina, Deus
    - Alma redemptoris mater / Tu quae genuisti
    - Peccata mea / Quoniam iniquitatem
    - Salve sancta parens / Virgo Dei genitrix
    - Audite insulae / Et posuit
    - Aspice Domine / Plorans plovarit in Note
    - Pater, peccavi / Quanti mercenarii: Noten und Audiodateien im International Music Score Library Project
    - Victimae paschali laudes / Die nobis Maria: Noten und Audiodateien im International Music Score Library Project
    - Mittit ad virginem / Exi qui mitteris / Audit et suscepit
    - Haec est domus Domini / Fundavit eam
    - Huc me sidereo / Pungentem / De me solus amor: Noten und Audiodateien im International Music Score Library Project
    - Praeter rerum seriem / Virtus Sancti Spiritus
    - Inviolata / Tua per precata: Noten und Audiodateien im International Music Score Library Project
    - Benedicta es coelorum Regina / Per illud ave
    - Verbum supernum / Se nascens
    - Te Deum patrem ingenitum / Laus Deo patri

  - Madrigale zu vier Stimmen
    - Io amai sempre / Ma chi pensò: Noten und Audiodateien im International Music Score Library Project
    - Amor, fortuna / Ne spero i dolci: Noten und Audiodateien im International Music Score Library Project
    - Quest' anima gentil / Se si posasse: Noten und Audiodateien im International Music Score Library Project
    - Lasso, ch'i ardo / Quest arder mio: Noten und Audiodateien im International Music Score Library Project

  - Madrigale zu fünf Stimmen
    - O invidia / Ne però che con atti acerbi: Noten und Audiodateien im International Music Score Library Project
    - Più volte già / Ond'io non potè: Noten und Audiodateien im International Music Score Library Project
    - Quando fra l'altre donne / Da lei ti vien l'amoroso: Noten und Audiodateien im International Music Score Library Project
    - L'aura mia sacra / Ella si tace: Noten und Audiodateien im International Music Score Library Project
    - Mentre che'l cor / Quel foco è morto: Noten und Audiodateien im International Music Score Library Project
    - Onde tolse amor l'oro / Da quali angeli mosse: Noten und Audiodateien im International Music Score Library Project
    - Giunto m'ha Amor / Nulla posso levar: Noten und Audiodateien im International Music Score Library Project
    - I begli occhi / Questi son que begli occhi: Noten und Audiodateien im International Music Score Library Project
    - Io mi rivolgo / Talhor m'assale: Noten und Audiodateien im International Music Score Library Project

  - Madrigale zu sechs Stimmen
    - Aspro core / Vivo sol: Noten und Audiodateien im International Music Score Library Project
    - Passa la nave mia / Pioggia di lagrimar: Noten und Audiodateien im International Music Score Library Project
    - I piansi, hor canto / Si profund'era: Noten und Audiodateien im International Music Score Library Project
    - Cantai: hor piango / Tengan dunque: Noten und Audiodateien im International Music Score Library Project
    - In qual parte de ciel / Per divina bellezza: Noten und Audiodateien im International Music Score Library Project
    - I vidi in terra / Amor, senno, valor: Noten und Audiodateien im International Music Score Library Project
    - Ove ch'i posi gli occhi / Amor, e'l ver fur meco: Noten und Audiodateien im International Music Score Library Project
    - Pien d'un vago pensier / Ben, s'io non erro: Noten und Audiodateien im International Music Score Library Project

  - Madrigale zu sieben Stimmen
    - Quando nascesti, amor: Noten und Audiodateien im International Music Score Library Project
    - Liete e pensose: Noten und Audiodateien im International Music Score Library Project
    - Che fai alma? che pensi?: Noten und Audiodateien im International Music Score Library Project
    - Occhi piangete: accompagnate il core: Noten und Audiodateien im International Music Score Library Project

### Weltlich
- Jakob Arcadelt – Ingiustissimo Amor, perche si raro zu drei Stimmen; in: Il primo libro di madrigali a 3 voci: Noten und Audiodateien im International Music Score Library Project
- Filippo Azzaiolo – Il secondo libro de villotte del fiore alla padoana con alcune napolitanae e madrigali zu vier Stimmen, Venedig: Antonio Gardano; darin:
  - Girometta senza te zu vier Stimmen: Noten und Audiodateien im International Music Score Library Project
  - O pur donne belle zu vier Stimmen: Noten und Audiodateien im International Music Score Library Project
  - Pastorella d'amor zu vier Stimmen: Noten und Audiodateien im International Music Score Library Project
- Pierre Clereau
  - Chansons tant françoises qu’italiennes zu drei Stimmen (erstes Buch), Paris: Le Roy & Ballard; darin:
    - Comme un qui prend zu drei Stimmen: Noten und Audiodateien im International Music Score Library Project
    - Comment au départir zu drei Stimmen: Noten und Audiodateien im International Music Score Library Project

  - Chansons tant françoises qu’italiennes zu vier Stimmen (zehntes Buch), Paris: Le Roy & Ballard
- Nicolao Dorati – zweites Buch mit Madrigalen zu fünf, sechs, sieben und acht Stimmen, Venedig: Girolamo Scotto
- Nicolas Du Chemin – 27 Chansons nouvelles zu vier Stimmen, Livre 14: Noten und Audiodateien im International Music Score Library Project
- Orlando di Lasso
  - Madrigali a 5 voci, Libro 2, Venedig: Antonio Gardano: Noten und Audiodateien im International Music Score Library Project
  - Chanson Ton feu s'estaint de ce que le mien ard zu vier Stimmen, LV 80: Noten und Audiodateien im International Music Score Library Project
  - Chanson Veoir est beaucoup, LV 79; in: Treziesme livre de chansons: Noten und Audiodateien im International Music Score Library Project
- Bernardino Lupacchino – Il primo libro a due voci, Venedig: Antonio Gardano: Noten und Audiodateien im International Music Score Library Project
- Giovanni Pierluigi da Palestrina – Ogni loco mi porge doglia e pianto zu fünf Stimmen; in: Il secondo libro de le muse: Noten und Audiodateien im International Music Score Library Project
- Adrien Le Roy
  - Chansons de plusieurs autheurs zu vier Stimmen, Livre 9: Noten und Audiodateien im International Music Score Library Project
  - Chansons de plusieurs autheurs zu vier Stimmen, Livre 13: Noten und Audiodateien im International Music Score Library Project
- Giovanni Nasco – Madrigal Alma, se stata fossi a pieno accorta zu acht Stimmen; in: Il secondo libro de le muse: Noten und Audiodateien im International Music Score Library Project
- François Roussel – Madrigal L'aspetto sacro de la terra vostra zu fünf Stimmen; in: Il secondo libro de le muse: Noten und Audiodateien im International Music Score Library Project
- Verschiedene Künstler – Fantasie recercari contrapunti a 3 voci: Noten und Audiodateien im International Music Score Library Project
- Pierre de Villiers – Chanson Venus avoit son filz Amour perdu zu vier Stimmen: Noten und Audiodateien im International Music Score Library Project

## Musiktheoretische Schriften
- Bartolomeo Lieto Panhormitano – Dialogo quarto de musica: Noten und Audiodateien im International Music Score Library Project

## Geboren

### Geburtsdatum gesichert
- 03. Februar (getauft): Sebastian Hainlein der Ältere, deutscher Trompetenmacher († 1631)[1]

### Genaues Geburtsdatum unbekannt
- Paolo Cavalieri, italienischer Theologe, Sänger und Komponist († 1613)[1]
- Adam Gumpelzhaimer, deutscher Komponist, Musiklehrer und -theoretiker († 1625)
- Pietro Pace, italienischer Komponist († 1622)[1]

### Geboren um 1559
- Paul Homberger, deutscher Komponist, Kantor und Dichter († 1634)[1]
- Jacob Reiner, deutscher Hofkapellmeister, Musiklehrer und Komponist († 1606)
- Johann Steffens, deutscher Organist und Komponist († 1616)[1]

## Gestorben

### Todesdatum gesichert
- 00. Februar: Nicolas Payen, franko-flämischer Komponist und Kapellmeister (* um 1512)
- 09. September (bestattet): Hans III. Glockengießer, deutscher Glockengießer (* um 1490)
- 02. Oktober: Jachet de Mantua, franko-flämischer Komponist, Sänger und Kapellmeister (* 1483)

### Genaues Todesdatum unbekannt
- Marco Antonio Cavazzoni, italienischer Komponist und Organist (* 1480)
- Matthäus Friderich, deutscher evangelischer Geistlicher und Kirchenlieddichter
- Auctor Lampadius, deutscher Kantor, Geistlicher und Verfasser eines Musiklehrbuchs (* um 1500)[2]

### Gestorben um 1559
- Dominique Phinot, franko-flämischer Komponist und Sänger (* um 1510)

### Gestorben nach 1559
- Thomas Preston, englischer Organist und Komponist[2]